# Korkuteli
Korkuteli è una città della Turchia, centro dell'omonimo distretto della provincia di Adalia.

## Etimologia
Il suo nome attuale deriva da Korkut, principe Ottomano, fratello di Solimano il magnifico, che fu ucciso da suo padre Selim I mentre cercava di nascondersi in una grotta nei dintorni.

## Storia
In epoca antica fu chiamata Isionda, Isindos, Pisinda, o Sinda.

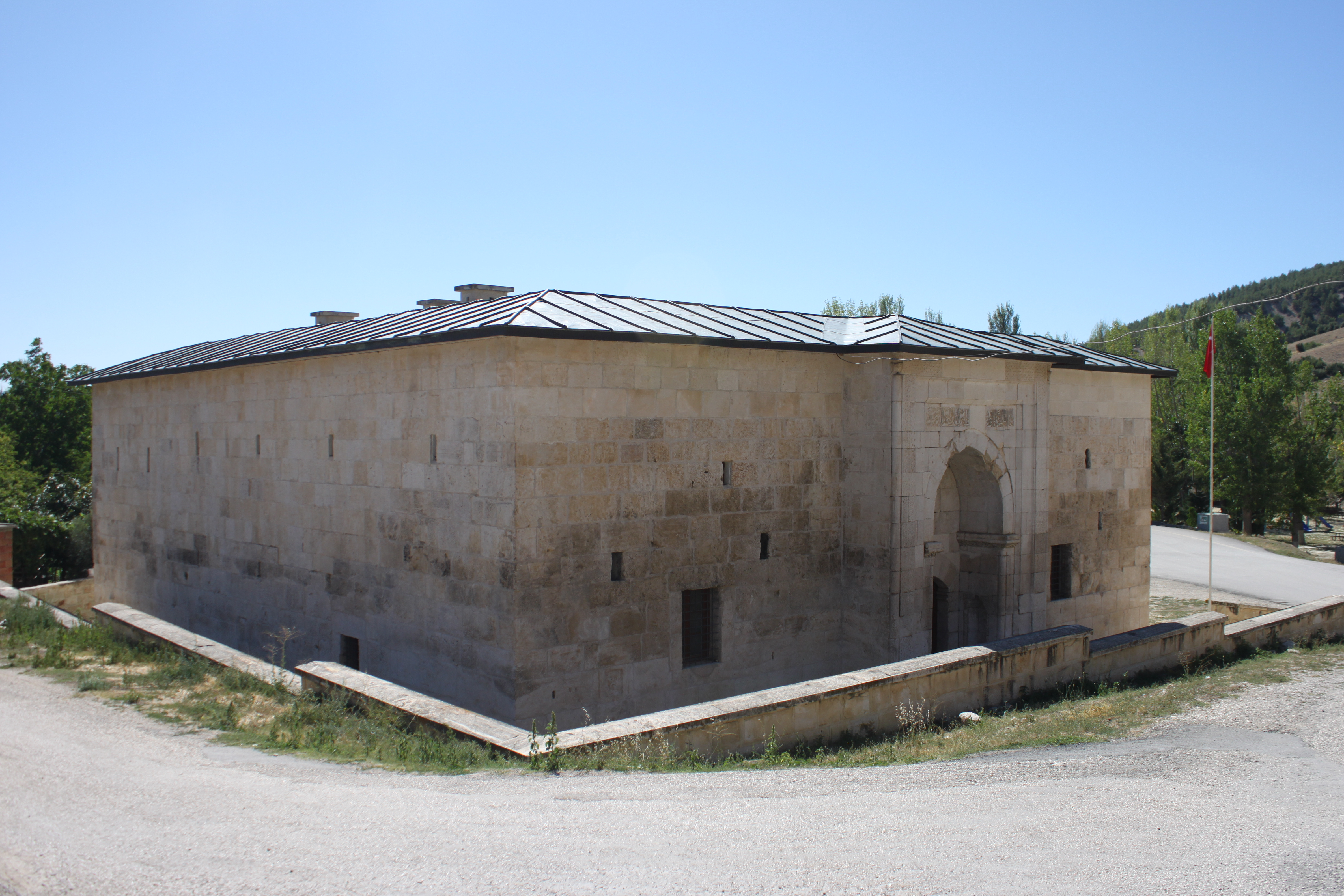
Scuola di Corano a Korkuteli, costruita all'inizio del XIII secolo sotto il Sultan Kai Kobad I.

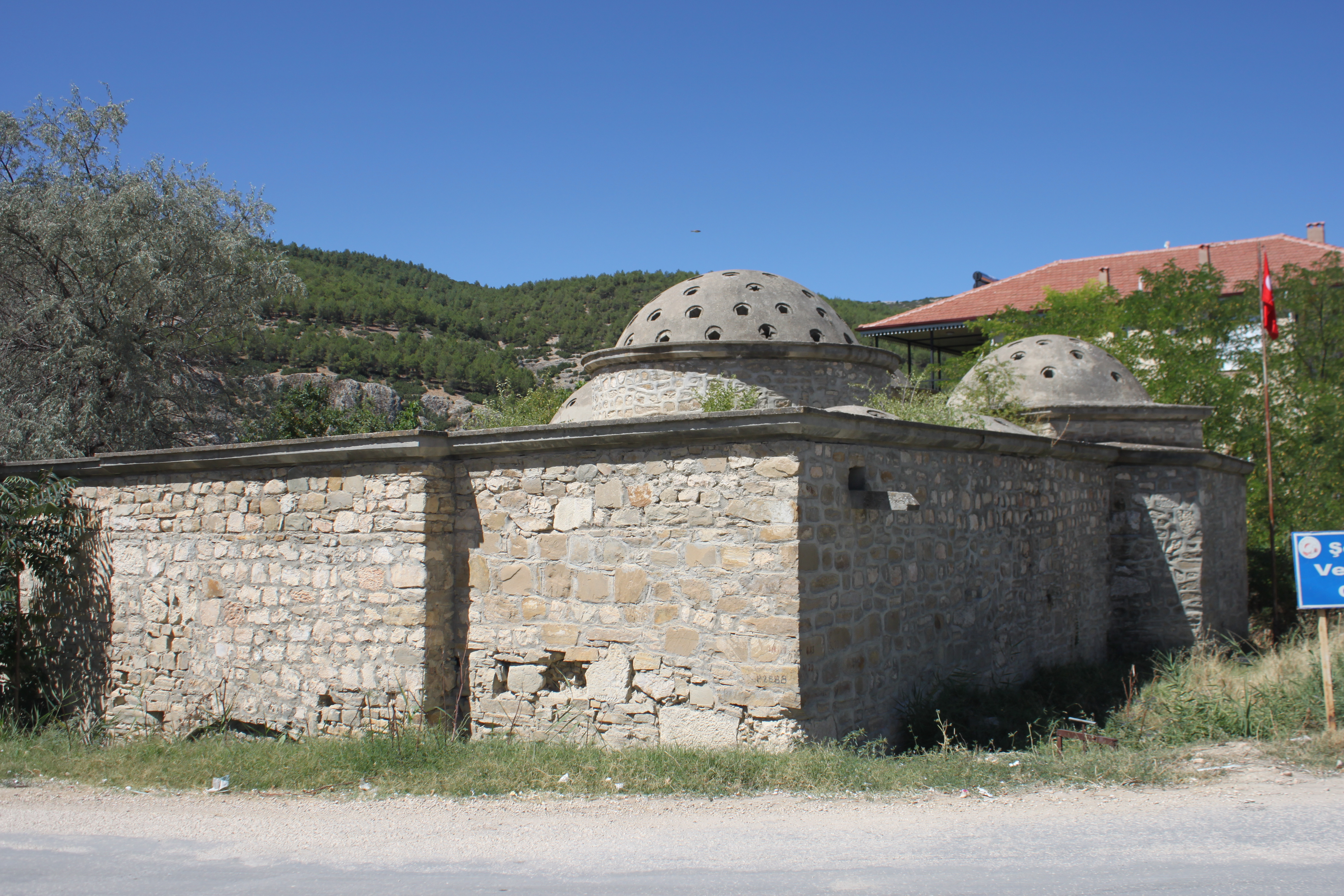
Korkuteli; il Tarihi Hamam ("Haman storico") uno stabilimento balneare del periodo Seljuq, 13 ° secolo.